# کرومات باریم
کرومات باریم (به انگلیسی: Barium chromate) با فرمول شیمیایی BaCrO۴ یک ترکیب شیمیایی با شناسه پاب‌کم ۲۵۱۳۶ است. که جرم مولی آن 253.37 g/mol می‌باشد. شکل ظاهری این ترکیب، پودر زرد است.